# São Pedro das Missões
São Pedro das Missões is een gemeente in de Braziliaanse deelstaat Rio Grande do Sul. De gemeente telt 2.051 inwoners (schatting 2009).